# داماك
داماك هي شركة عقارية إماراتية مقرها دبي، الإمارات العربية المتحدة. شهد يناير من عام 2015 تسجيل الشركة في سوق دبي المالي. تعمل الشركة على نطاق عالمي إذ توفر عقارات سكنية وتجارية وترفيهية في كل من الإمارات العربية المتحدة والسعودية وقطر والأردن ولبنان وإيران وعمان والعراق وكندا وجزر المالديف والولايات المتحدة والمملكة المتحدة.

## الإيرادات
شهد عام 2017 تحقيق شركة داماك لأرباح بلغت 7.5 مليار درهم إماراتي، بينما شهد عام 2018 أرباحا بقيمة 6.1 مليار درهم. بلغت أرباح عام 2020 4.7 مليار درهم، بينما بلغت أرباح عام 2021 أرباحا كلية بقيمة 3.0 مليار درهم.

## التاريخ
تأسست الشركة في 28 يناير 2002 كجزء من مجموعة داماك التي أسسها حسين سجواني (مالك ورئيس الشركة) في عام 1992. في ديسمبر من عام 2013، أصبحت داماك أولى شركات العقارات في الشرق الأوسط تسجيلا في سوق لندن للأوراق المالية عبر برنامج شهادات إيداع عالمي نتج عنه تحصيل 379 مليون دولار أمريكي في صورة إطلاق سوق الأوراق المالية. بعد عرض لاستبدال شهادات الإيداع الخاصة بالشركة بسندات اعتيادية (مسجلة في سوق دبي المالي)، بدأت داماك تعاملاتها في دبي في 12 يناير 2015، وهو ما نتج عنه شطب شهادات الإيداع العالمية في مارس 2015.

## المشاريع
أطلقت الشركة ثلاثة مشاريع عملاقة في دبي، بلغت 145 مليون قدما مربعا. تقدم داماك هيلز وحدات سكنية رأسية وأفقية محيطة بنادي ترامب الدولي للغولف بدبي بالإضافة إلى أربعة ملايين قدم مربع من المتنزهات الخاصة. افتتح دونالد ترامب الابن وإريك ترامب نادي ترامب الدولي للغولف بدبي في فبراير 2017، أما داماك هيلز 2 فبه ملعب غولف آخر من تصميم تايغر وودز. داماك لاغونز هي وحدات سكنية مكونة من ثمانية تجمعات سكنية تمثل ثماني مدن تربط بينها بحيرات.
شهد يناير 2017 توقيع داماك على أكثر من 370 عقدًا بقيمة 3.5 مليار درهم إماراتي، اشتملت على مشاريع بناء وإمداد وخدمات استشارية. خصصت الشركة أكثر من 1.5 مليار دولار لمشروع داماك هيلز 2 في يونيو 2018.
مؤخرا، فازت داماك بعقد بقيمة 120 مليون دولار لامتلاك أراض في ميامي، حيث تخطط لبناء مشروع كافالي الذي سيكون على مساحة 1.8 هكتار وسيكون المشروع الأول لداماك في الولايات المتحدة.

### صفا 1
صفا 1 هو مشروع لدي غريزوغونو يقع في حديقة الصفا بدبي ويطل على قناة دبي المائية من جانب وطريق الشيخ زايد من جانب.

### صفا 2
بعد نجاح صفا 1، أطلقت داماك العقارية مشروع جديد هو صفا 2 لدي غريزوغونو الذي يقع مقابلا لصفا 1 ويطل على قناة دبي المائية وفندق برج العرب.

### داماك لاغونز
في 2022 أطلقت داماك العقارية آخر مشاريعها (داماك لاغونز) في منطقة دبي لاند. يتكون المشروع من ثمانية تجمعات سكنية تربط بينها بحيرات، كما توفر مناطق ترفيهية وأخر لرياضات الماء.

### داماك هيلز
داماك هيلز هي وحدات غولف تقع في دبي لاند على مساحة تبلغ 42 مليون قدما مربعا من الفيلا والمنازل والشقق السكنية، بالإضافة إلى مرافق التسلية والتجزئة بجانب فندق راديسون الذي يقع قرب نادي ترامب العالمي للغولف بدبي على مساحة 600 مترًا مربعًا.
شهد ديسمبر من عام 2019 تسليم 4000 وحدة من داماك هيلز بالإضافة إلى وحدة مركزية بها حديقة تزلج بمساحة 2000 مترًا مربعًا. فازت داماك هيلز بلقب «أفضل وحدة غولف مطورة في العالم» في الاحتفالية التي أقيمت في لندن.
في نوفمبر 2020 أعلنت داماك عن انطلاق أول بحيرة صناعية بأمواج في الإمارات.

### داماك هايتس
داماك هايتس هو برج سكني من 84 طابقا بشقق تحوي 1-5 غرف نوم يقع في مرسى دبي. تقدر قيمة العقار بحوالي 654 مليون دولار وتم تسليمه في يوليو 2018.

### أبراج داماك دبي
أبراج داماك من تصميم باراماونت هي وحدات من أربعة أبراج طورتها داماك بالتعاون مع فندق باراماونت. يتكون المشروع من 2000 وحدة مبدئية و1200 وحدة موزعة على ثلاثة أبراج سكنية و800 وحدة في برج فندق باراماونت. يقع المشروع في الخليج التجاري بدبي على مساحة 4 مليون قدم مربع وتقدر قيمته بحوالي 1.35 مليار دولار، وتم تسليم المشروع في يوليو 2019.

### أبراج داماك لندن
وقعت داماك العقارية عقدًا قدره 200 مليون جنيها إسترلينيا مع لندليس في 2016 لبناء أحد أطول الأبراج العقارية في لندن بارتفاع 50 طابقا باسم أبراج داماك ناين إلمس لندن على الضفة الجنوبية لنهر التمز.

### برج كافالي
يقع البرج في مارينا دبي ويتكون من 485 وحدة سكنية مقسمة إلى ثلاثة أجزاء: الأول لتوفير الرفاهية المتوسطة والأوسط للرفاهية العليا والأعلى لأقصى حد من الرفاهية.

### داماك هيلز 2
في 2014 أطلقت داماك العقارية داماك هيلز 2 وهو منتجع غولف في دبي لاند على مساحة 55 مليون قدما مربعا، ويتكون من تجمعات سكنية وشقق ومبان ترفيهية.
سُلمت البيوت الأولى في يونيو واستمرت لباقي عام 2019.

### غاليا
في 2019 انتهت داماك العقارية من تطوير غاليا وهو مشروع من 727 شقة سكنية في جميرة بدبي.

### خليج دبي للأعمال
في 2019، أعلنت داماك العقارية عن مشروع جديد باسم زادا يقع في منطقة خليج دبي للأعمال.

### منتجعات كافالي في ميامي
أعلن حسين سجواني عن منتجعات كافالي بتكلفة 120 مليون دولار في ميامي في موقع انهيار مبنى سيرفسايد.

## المكاتب الإقليمية
تتواجد المكاتب الإقليمية للشركة في كل من:
- الإمارات العربية المتحدة
- السعودية
- قطر
- مصر
- الأردن
- لبنان
- المملكة المتحدة